# Steve Stone
Steven Brian "Steve" Stone (født 20. august 1971 i Gateshead, England) er en tidligere engelsk fodboldspiller, der spillede som midtbanespiller hos henholdsvis Nottingham Forest, Aston Villa, Portsmouth og Leeds. Længst tid var han hos Nottingham Forest, som han nåede 229 ligakampe for, og vandt Liga Cuppen med i 1990

## Landshold
Stone nåede gennem sin karriere at spille ni kampe og score to mål for Englands landshold. Han var en del af den engelske trup der på hjemmebane nåede semifinalerne ved EM i 1996.

## Titler
League Cup
- 1990 med Nottingham Forest